# Hyundai Accent
 Denne artikel omhandler en bilmodel. For andre betydninger af ordet "Accent", se Accent.
Hyundai Accent er en personbilsmodel fremstillet af Hyundai Motor siden foråret 1994. Modellen afløste forgængeren Hyundai Pony og har skiftevis tilhørt miniklassen og den lille mellemklasse. Hyundai Accent var efter Hyundai S-Coupé den anden bilmodel med egenudviklet motor, hvor forgængerne kørte med licensproducerede Mitsubishi-motorer.

## Accent (X3, 1994−1999)
Accent kom på markedet i april 1994 som efterfølger for Pony. Det var Hyundais første egenudviklede bilmodel, og den delte ingen komponenter med forgængeren.
Grunden til nyudvikling af undervogn, teknik og karrosseri var forgængerens hurtigt faldende salgstal i USA, som Hyundai tilbageførte til kvalitetsproblemer.

### Udstyr
Modellen fandtes i flere forskellige udstyrsvarianter med navne som LS, GS, GLS og GT. LS-varianten var basismodel med manuelle rudeoptræk, mekanisk justering af varme og ventilation (de dyrere varianter havde undertryksstyret justering) og førersæde uden højdeindstilling.
Næsten alle Accent'er havde benzinindsprøjtning, dog havde ganske få 1,3-modeller til Østeuropa karburator.
GT-modellen fandtes kun med den 16-ventilede 1,5-motor med 73 kW (99 hk) og var samtidig topmodellen i Accent-programmet. Den var udstyret med en strammere undervognsafstemning, 14" alufælge, ABS, hækspoiler, tågeforlygter, klimaanlæg samt bilradio med fire højttalere. De billigere versioner havde også dele af dette udstyr som enten standard- eller ekstraudstyr som f.eks. klimaanlægget. Senere fulgte også specialmodeller ("Cool & Comfort", "Live" etc.).
I februar 1997 fik Accent et facelift i Sydkorea, som dog først kom til Europa i april 1998. Optisk kunne den faceliftede Accent kendes på de hvide, horisontalt placerede blinklys bagtil samt modificerede front- og hækskørter.
- Hyundai Accent femdørs (1994–1997)
- Hyundai Accent sedan (1994–1997)
- Hyundai Accent sedan (1997–1999)

Den første generation af Accent udgik af produktion i juli 1999. Mellem 2002 og 2006 havde den en venezuelansk søstermodel kaldet Dodge Brisa.

### Sikkerhed
På sikkerhedssiden var førerairbag standard fra starten, og fra september 1995 (modelår 1996) ligeledes passagerairbag. Fra april 1998 var også ABS en del af standardudstyret.
Det svenske forsikringsselskab Folksam vurderer flere forskellige bilmodeller ud fra oplysninger fra virkelige ulykker, hvorved risikoen for død eller invaliditet i tilfælde af en ulykke måles. I rapporterne er/var Accent i årgangene 1995 til 1999 klassificeret som følger:
- 1999: Som middelbilen[5]
- 2001: Mindst 20 % sikrere end middelbilen[6]
- 2003: Mindst 15 % sikrere end middelbilen[7]
- 2005: Mindst 15 % sikrere end middelbilen[8]
- 2007: Mindst 20 % sikrere end middelbilen[9]
- 2009: Mindst 20 % sikrere end middelbilen[10]
- 2011: Mindst 20 % sikrere end middelbilen[11]
- 2013: Mindst 20 % sikrere end middelbilen[12]
- 2015: Mindst 20 % sikrere end middelbilen[13]
- 2017: Mindst 40 % sikrere end middelbilen[14]

### Motorer
Motorerne er fra og med modelår 1997 certificeret efter Euro2, hvilket 1,5'eren hidtil ikke var. 1,5'eren kunne som alternativ til den standardmonterede femtrins manuelle gearkasse til og med modelår 1997 leveres med firetrins automatgearkasse, men fra og med modelår 1998 flyttede dette ekstraudstyr til 1,3'eren.

#### Tekniske data
|                                                | 1.3                | 1.3                 | 1.3                 | 1.3                   | 1.5                   | 1.5                 |
| Motordata                                      |                    |                     |                     |                       |                       |                     |
| Motorkode                                      |                    | G4EH                | G4EH                | G4EH                  | G4EK                  | G4ER                |
| Motortype                                      | R4-benzinmotor     | R4-benzinmotor      | R4-benzinmotor      | R4-benzinmotor        | R4-benzinmotor        | R4-benzinmotor      |
| Antal ventiler pr. cylinder                    | 3                  | 3                   | 3                   | 3                     | 3                     | 4                   |
| Ventilstyring                                  | OHC, tandrem       | OHC, tandrem        | OHC, tandrem        | OHC, tandrem          | OHC, tandrem          | DOHC, tandrem       |
| Fødesystem                                     | Karburator         | Multipoint          | Multipoint          | Multipoint            | Multipoint            | Multipoint          |
| Trykladning                                    | –                  | –                   | –                   | –                     | –                     | –                   |
| Køling                                         | Vandkøling         | Vandkøling          | Vandkøling          | Vandkøling            | Vandkøling            | Vandkøling          |
| Boring × slaglængde                            | 71,5 × 83,5 mm     | 71,5 × 83,5 mm      | 71,5 × 83,5 mm      | 71,5 × 83,5 mm        | 75,5 × 83,5 mm        | 75,5 × 83,5 mm      |
| Slagvolume                                     | 1341 cm³           | 1341 cm³            | 1341 cm³            | 1341 cm³              | 1495 cm³              | 1495 cm³            |
| Kompressionsforhold                            | 9,5:1              | 9,5:1               | 9,5:1               | 9,5:1                 | 10,0:1                | 9,5:1               |
| Maks. effekt ved omdr./min.                    | 51 kW (70 hk) 5500 | 44 kW (60 hk) 5000  | 55 kW (75 hk) 5000  | 62 kW (84 hk) 5700    | 66 kW (90 hk) 5600    | 73 kW (99 hk) 5900  |
| Maks. drejningsmoment ved omdr./min.           | 107 Nm 3100        | 105 Nm 2450         | 119 Nm 3100         | 118 Nm 3100           | 130 Nm 3050           | 134 Nm 4700         |
| Kraftoverførsel                                |                    |                     |                     |                       |                       |                     |
| Drivende hjul                                  | Forhjul            | Forhjul             | Forhjul             | Forhjul               | Forhjul               | Forhjul             |
| Gearkasse, standardudstyr                      | 5-trins manuel     | 5-trins manuel      | 5-trins manuel      | 5-trins manuel        | 5-trins manuel        | 5-trins manuel      |
| Gearkasse, ekstraudstyr                        | –                  | –                   | –                   | 4-trins automatisk1   | 4-trins automatisk1   | –                   |
| Præstationer2                                  |                    |                     |                     |                       |                       |                     |
| Topfart                                        |                    | 155 km/t            | 170 km/t            | 174 km/t (170 km/t)   | 180 km/t (170 km/t)   | 188 km/t            |
| Acceleration 0-100 km/t                        |                    | 16,9 sek.           | 13,6 sek.           | 12,8 sek. (13,2 sek.) | 11,7 sek. (13,2 sek.) | 10,5 sek.           |
| Brændstofforbrug pr. 100 km ved blandet kørsel |                    | 6,4 liter Blyfri 91 | 6,5 liter Blyfri 91 | 6,3 liter Blyfri 95   | 6,2 liter Blyfri 95   | 7,6 liter Blyfri 95 |

## Accent (LC, 1999−2005)
Den i maj 1999 introducerede anden modelgeneration af Accent var en halv klasse større i forhold til forgængeren, og dermed en lille mellemklassebil i stedet for en minibil.
Ligesom forgængeren fandtes modellen som 3- og 5-dørs hatchback, mens den 4-dørs sedan hovedsageligt var tilegnet Østeuropa.
I februar 2003 gennemgik modellen et facelift (type LC2) med et i denne klasse usædvanligt standardudstyrsomfang, for første gang en dieselmotor (trecylindret commonrail fra VM Motori) og mere miljøvenlige benzinmotorer.
I midten af 2005 blev produktionen af Accent foreløbig indstillet, i første omgang uden efterfølger. I Rusland blev produktionen af Hyundai Accent derimod først startet i 2005 af TagAZ, hvor den siden da har fortsat stort set uforandret. Det drejer sig dog om den oprindelige model fra 1999 til 2003.
I Mexico og Venezuela blev Accent LC fremstillet under navnet Dodge Verna.
- Bagfra
- Hyundai Accent sedan (1999–2003)
- Hyundai Accent sedan (2003–2005)
- Hyundai Accent tredørs (2003–2005)
- Bagfra
- Hyundai Accent femdørs (2003–2005)

### Udstyr
Undervognen var udstyret med en flerleddet bagaksel.
Fra den mellemste udstyrsvariant GS og opefter var Accent udstyret med et for denne klasse bemærkelsesværdigt todelt, højdejusterbart førersæde med lændehvirvelstørre samt el-justerbare og -opvarmelige sidespejle. Med faceliftet i starten af 2003 blev standardudstyrslisten udvidet med klimaanlæg, et hidtil ikke tilgængeligt fjernbetjent centrallåsesystem, en kørecomputer med rækkevidde-, udetemperatur- og gennemsnitsforbrugsindikatorer og trepunktssele på det midterste bagsæde samt automatisk døroplåsning i tilfælde af kollision. Hertil blev bremsesystemet forstærket og styring og undervogn mere "præcist" indstillet.

### Sikkerhed
Som standard var samtlige versioner på sikkerhedssiden udstyret med dobbelte front- og sideairbags samt ABS. En underramme bar motoren, styretøjet og de forreste tværled. Dette forbedrede den passive sikkerhed.
Det svenske forsikringsselskab Folksam vurderer flere forskellige bilmodeller ud fra oplysninger fra virkelige ulykker, hvorved risikoen for død eller invaliditet i tilfælde af en ulykke måles. I rapporterne er/var Accent i årgangene 1999 til 2006 klassificeret som følger:
- 2011: Dårligere end middelbilen[11]
- 2013: Mindst 40 % dårligere end middelbilen[12]
- 2015: Mindst 40 % dårligere end middelbilen[13]
- 2017: Som middelbilen[14]

### Tekniske data
|                                                | 1.3                | 1.3                | 1.3                   | 1.5                             | 1.5                 | 1.6                             | 1.5 CRDi                  |
| Byggeår                                        | 1999−2005          | 1999−2005          | 1999−2005             | 1999−2005                       | 1999−2003           | 2003−2005                       | 2002−2005                 |
| Motordata                                      |                    |                    |                       |                                 |                     |                                 |                           |
| Motorkode                                      | G4EA               | G4EA               | G4EA                  | G4EB                            | G4EC-G              | G4ED-G                          | D3EA                      |
| Motortype                                      | R4-benzinmotor     | R4-benzinmotor     | R4-benzinmotor        | R4-benzinmotor                  | R4-benzinmotor      | R4-benzinmotor                  | R3-dieselmotor            |
| Antal ventiler pr. cylinder                    | 3                  | 3                  | 3                     | 3                               | 4                   | 4                               | 4                         |
| Ventilstyring                                  | OHC, tandrem       | OHC, tandrem       | OHC, tandrem          | OHC, tandrem                    | DOHC, tandrem       | DOHC, tandrem                   | OHC, tandrem              |
| Fødesystem                                     | Multipoint         | Multipoint         | Multipoint            | Multipoint                      | Multipoint          | Multipoint                      | Commonrail                |
| Trykladning                                    | –                  | –                  | –                     | –                               | –                   | –                               | Turbolader, ladeluftkøler |
| Køling                                         | Vandkøling         | Vandkøling         | Vandkøling            | Vandkøling                      | Vandkøling          | Vandkøling                      | Vandkøling                |
| Boring × slaglængde                            | 71,5 × 83,5 mm     | 71,5 × 83,5 mm     | 71,5 × 83,5 mm        | 75,5 × 83,5 mm                  | 75,5 × 83,5 mm      | 76,5 × 87,0 mm                  | 83,0 × 92,0 mm            |
| Slagvolume                                     | 1341 cm³           | 1341 cm³           | 1341 cm³              | 1495 cm³                        | 1495 cm³            | 1599 cm³                        | 1493 cm³                  |
| Kompressionsforhold                            | 9,5:1              | 9,5:1              | 9,5:1                 | 10,0:1                          | 9,5:1               | 10,0:1                          | 17,7:1                    |
| Maks. effekt ved omdr./min.                    | 44 kW (60 hk) 5000 | 55 kW (75 hk) 5000 | 62 kW (84 hk) 5700    | 66 kW (90 hk) 5600              | 73 kW (99 hk) 5900  | 77 kW (105 hk) 5800             | 60 kW (82 hk) 4000        |
| Maks. drejningsmoment ved omdr./min.           | 105 Nm 2450        | 119 Nm 3100        | 118 Nm 3000           | 130 Nm 3050                     | 134 Nm 4700         | 143 Nm 3000                     | 182 Nm 1900               |
| Kraftoverførsel                                |                    |                    |                       |                                 |                     |                                 |                           |
| Drivende hjul                                  | Forhjul            | Forhjul            | Forhjul               | Forhjul                         | Forhjul             | Forhjul                         | Forhjul                   |
| Gearkasse, standardudstyr                      | 5-trins manuel     | 5-trins manuel     | 5-trins manuel        | 5-trins manuel                  | 5-trins manuel      | 5-trins manuel                  | 5-trins manuel            |
| Gearkasse, ekstraudstyr                        | –                  | –                  | 4-trins automatisk    | 4-trins automatisk              | 4-trins automatisk  | 4-trins automatisk              | –                         |
| Præstationer1                                  |                    |                    |                       |                                 |                     |                                 |                           |
| Topfart                                        |                    |                    | 169 km/t (163 km/t)   | 173 km/t (166 km/t)             | 180 km/t            | 190 km/t (180 km/t)             | 170 km/t                  |
| Acceleration 0-100 km/t                        |                    |                    | 14,7 sek. (15,1 sek.) | 11,5 sek. (14,2 sek.)           | 10,5 sek.           | 10,3 sek. (12,1 sek.)           | 14,0 sek.                 |
| Brændstofforbrug pr. 100 km ved blandet kørsel |                    |                    | 6,4 liter Blyfri 95   | 7,0 liter (7,8 liter) Blyfri 95 | 7,6 liter Blyfri 95 | 6,9 liter (8,0 liter) Blyfri 95 | 5,5 liter Diesel          |

### Rallyversion
Ved det svenske rallyløb i februar 2000 debuterede Hyundai for første gang i motorsporten med Accent WRC og fik stor succes. Bilen er med i computerspillet Richard Burns Rally.

#### Tekniske data
- Motor: DOHC fire cylindre med turbolader
- Slagvolume: 1998 cm³
- Effekt: ca. 300 hk
- Maks. drejningsmoment: 580 Nm
- Gearkasse: Sekventiel Xtrac med seks gear
- Længde: 4200 mm
- Bredde: 1770 mm
- Højde: 1332 mm

## Accent (MC, 2006−2008)
På Geneve Motor Show 2006 blev serieversionen af den tredje Accent-generation med det interne kodenavn MC præsenteret.
Den som tredørs og (ikke i alle lande) firedørs tilgængelige bil er udviklet i samarbejde med Kia Motors, og er dermed teknisk set bygget på samme platform som Kia Rio. Med en længde på 4,0 til 4,3 meter ligger denne generation størrelsesmæssigt mellem minibilen Getz og den lille mellemklassebil i30, hvormed den igen ikke entydigt tilhører noget bestemt segment.
Til Europa kom Accent MC fra to forskellige fabrikker. Hatchbackversionen blev produceret i Ulsan, Sydkorea og sedanen i İzmit, Tyrkiet. Alle nordamerikanske modeller kom fra Ulsan.
Til det kinesiske marked fremstiller firmaet Beijing Hyundai i byens hovedstad. Den mexicanske Dodge-fabrik i Chihuahua fremstiller Accent på licens under navnet Dodge Attitude. I andre lande er Accent også kendt under navnet Hyundai Verna.
- Bagfra
- Hyundai Accent sedan (2010−)
- Bagfra

I midten af 2010 gennemgik Accent et let facelift. Den faceliftede Accent kan kendes på andre skørter samt front og bagende. Ligesom før findes modellen som hatchback, og i nogle lande også som sedan.

### Prototype
Designet på den tredørs hatchback orienterer sig mod prototypen Hyundai Accent SR, som blev vist på Frankfurt Motor Show 2005. Den var tegnet i det koreanske designcentrum i Namyang og havde ud over sportslige elementer som spoilere og 18" hjul også sænket undervogn og dobbelt udstødningsrør. Motoren var en 2,0-liters turbobenzinmotor, og bilens udstyr omfattede ud over lædersæder, ESP, elektrisk servostyring og et omfangsrigt airbagsystem også et dæktrykskontrolsystem.

### Udstyr
Seriemodellen blev frem til efteråret 2009 markedsført i Europa som "hullelukker" efter den i 2006 i Europa udgåede Hyundai Elantra, og frem til introduktionen af den lille mellemklassebil Hyundai i30. Herefter kom der ikke nogen direkte efterfølger, hvorfor den teknisk set næsten identiske Kia Rio fortsat markedsføres i Europa. Accent er udstyret med aktive nakkestøtter på forsæderne, ABS og seks airbags. Til basisudstyret GL, som kun kan kombineres med 1,4-litersmotoren, hører ud over klimaanlæg, el-ruder og -sidespejle også tågeforlygter og centrallåsesystem. Den dyrere GLS-model har ligeledes kørecomputer med angivelse af udetemperatur, gennemsnitsforbrug, rækkevidde og triptæller samt midterarmlæn på bagsædet og fjernbetjent centrallåsesystem. Som ekstraudstyr kan modellen bestilles med ESP med antispinregulering, glasskydetag, automatgear og en Comfort-pakke. Sidstnævnte indeholder bl.a. klimaautomatik, læderbetjeningselementer, armlæn foran og metaldekoration på midterkonsollen. Bagagerummet kan uanset udstyrsvariant rumme 270 til 1100 liter i tredørsudgaven hhv. 390 liter i sedanudgaven.

### Tekniske data
|                                                | 1.4                             | 1.6                             | 1.5 CRDi                  |
| Byggeår                                        | 6/2006−11/2008                  | 6/2006−11/2008                  | 6/2006−11/2008            |
| Motordata                                      |                                 |                                 |                           |
| Motorkode                                      | G4EE                            | G4ED                            | D4FA                      |
| Motortype                                      | R4-benzinmotor                  | R4-benzinmotor                  | R4-dieselmotor            |
| Antal ventiler pr. cylinder                    | 4                               | 4                               | 4                         |
| Ventilstyring                                  | DOHC, tandrem                   | DOHC, tandrem                   | DOHC, tandrem             |
| Fødesystem                                     | Multipoint                      | Multipoint                      | Commonrail                |
| Trykladning                                    | –                               | –                               | Turbolader, ladeluftkøler |
| Køling                                         | Vandkøling                      | Vandkøling                      | Vandkøling                |
| Boring × slaglængde                            | 75,5 × 78,1 mm                  | 76,5 × 87,0 mm                  | 75,0 × 84,5 mm            |
| Slagvolume                                     | 1399 cm³                        | 1599 cm³                        | 1493 cm³                  |
| Kompressionsforhold                            | 10,0:1                          | 10,0:1                          | 17,8:1                    |
| Maks. effekt ved omdr./min.                    | 71 kW (97 hk) 6000              | 82 kW (112 hk) 6000             | 81 kW (110 hk) 4000       |
| Maks. drejningsmoment ved omdr./min.           | 125 Nm 4700                     | 146 Nm 4500                     | 235 Nm 1900               |
| Kraftoverførsel                                |                                 |                                 |                           |
| Drivende hjul                                  | Forhjul                         | Forhjul                         | Forhjul                   |
| Gearkasse, standardudstyr                      | 5-trins manuel                  | 5-trins manuel                  | 5-trins manuel            |
| Gearkasse, ekstraudstyr                        | 4-trins automatisk              | 4-trins automatisk              | –                         |
| Præstationer1                                  |                                 |                                 |                           |
| Topfart                                        | 176 km/t (166 km/t)             | 190 km/t (176 km/t)             | 176 km/t                  |
| Acceleration 0-100 km/t                        | 12,3 sek. (14,5 sek.)           | 10,2 sek. (12,0 sek.)           | 11,5 sek.                 |
| Brændstofforbrug pr. 100 km ved blandet kørsel | 6,2 liter (6,9 liter) Blyfri 95 | 6,4 liter (7,0 liter) Blyfri 95 | 5,6 liter Diesel          |

## Accent (RB, 2010−2017)
I november 2010 startede salget af den fjerde Accent-generation i Korea. Modellen var baseret på Fluidic Sculpture-designsproget fra i40, og fandtes ligesom sine forgængere som hatchback og sedan. I Kina havde modellen en søstermodel, Hyundai Verna, som var næsten identisk men med et mere diskret frontdesign, som ifølge fabrikaten var udviklet specielt til dette marked.
Den fjerde generation var mere end 100 kg lettere og delte igen platform med Kia Rio, som i modsætning til Accent markedsføres i Europa. I Rusland blev modellen produceret og solgt under navnet Hyundai Solaris.
Modellen delte ligeledes platform med den sportslige Hyundai Veloster.
- Accent sedan bagfra
- Hyundai Accent hatchback (2010−2017)

Med denne generation kunne Accent for første gang fås med parkeringssensorer og et nøglefrit adgangssystem, som låste dørene op når føreren nærmede sig bilen.

### Motorer
Motorprogrammet omfattede igen to benzin- og én commonrail-dieselmotor:
- 1.4 74 kW (100 hk) / 79 kW (107 hk)
- 1.6 90 kW (122 hk)
- 1.6 GDI 103 kW (140 hk)
- 1.6 CRDi 94 kW (128 hk) / 100 kW (136 hk)

## Accent (2017−)
Den femte modelgeneration af Accent blev præsenteret i februar 2017 i rammerne af Toronto Auto Show som sedan. Modellen kom på markedet i løbet af år 2017. Modellen sælges ikke i Vesteuropa, men derimod i Rusland under navnet Hyundai Solaris.

### Tekniske data
|                                                | 1.4 MPI D-CVVT                  | 1.6 MPI D-CVVT                  |
| Byggeår                                        | 8/2017−                         | 8/2017−                         |
| Motordata                                      |                                 |                                 |
| Motortype                                      | R4-benzinmotor                  | R4-benzinmotor                  |
| Antal ventiler pr. cylinder                    | 4                               | 4                               |
| Ventilstyring                                  | DOHC, tandrem                   | DOHC, tandrem                   |
| Fødesystem                                     | Multipoint                      | Multipoint                      |
| Trykladning                                    | –                               | –                               |
| Køling                                         | Vandkøling                      | Vandkøling                      |
| Slagvolume                                     | 1368 cm³                        | 1591 cm³                        |
| Kompressionsforhold                            | 10,5:1                          | 10,5:1                          |
| Maks. effekt ved omdr./min.                    | 73 kW (99 hk) 6000              | 90 kW (122 hk) 6300             |
| Maks. drejningsmoment ved omdr./min.           | 132 Nm 4000                     | 151 Nm 4850                     |
| Kraftoverførsel                                |                                 |                                 |
| Drivende hjul                                  | Forhjul                         | Forhjul                         |
| Gearkasse, standardudstyr                      | 6-trins manuel                  | 6-trins manuel                  |
| Gearkasse, ekstraudstyr                        | 6-trins automatisk              | 6-trins automatisk              |
| Præstationer1                                  |                                 |                                 |
| Topfart                                        | 185 km/t (183 km/t)             | 193 km/t (192 km/t)             |
| Acceleration 0-100 km/t                        | 12,2 sek. (12,9 sek.)           | 10,3 sek. (11,2 sek.)           |
| Brændstofforbrug pr. 100 km ved blandet kørsel | 5,7 liter (6,4 liter) Blyfri 95 | 6,0 liter (6,6 liter) Blyfri 95 |
| CO2-udslip ved blandet kørsel                  | 133 g/km (149 g/km)             | 140 g/km (153 g/km)             |
| Tankindhold                                    | 50 liter                        | 50 liter                        |